# Mont Jamanota
Le mont Jamanota est une colline de l'île d'Aruba, le point culminant du territoire. Il se situe à une altitude de 188 mètres dans le parc national d'Arikok.